# Arnold Wieland

Heutiges Wappen der Hochmeister des Deutschen Ordens

Arnold Wieland, geboren als Othmar Wieland (* 1. August 1940 in Lengmoos, Ritten, Südtirol) ist ein italienischer Theologe. Er war Hochmeister des Deutschen Ordens von 1988 bis 2000.

## Leben
Nach dem Abitur trat Othmar Wieland am 5. Oktober 1959 in den Deutschen Orden ein, wo er den Ordensnamen Arnold erhielt. Nachdem er am 6. Oktober 1960 die einfache Profess abgelegt hatte, begann er das Studium der Theologie und wurde am 29. Juni 1966 zum Priester geweiht, nachdem er bereits am 28. Dezember 1965 die ewige Profess abgelegt hatte. 1969 wurde er mit einer Arbeit über Justin an der Universität Innsbruck promoviert. Der Provinz Südtirol angehörend und hier auch verschiedene Aufgaben in der Seelsorge tätigend, wurde er am 29. August 1988 zum 64. Hochmeister des Deutschen Ordens gewählt und erhielt am 30. Oktober 1988 vom Bischof von Bozen-Brixen, Wilhelm Egger, in Lana die Abtsweihe. Am 29. Oktober 1994 wurde er als Hochmeister wiedergewählt.
Auf dem Generalkapitel des Ordens von 2000 nicht mehr wiedergewählt, trat er nun wieder in die Reihe der einfachen Ordensmitglieder zurück. Nachdem er noch einige Jahre in Wien verblieben war, kehrte er in seine Heimatprovinz zurück, wo er nun erneut in der Seelsorge tätig ist. Von 2003 bis 2014 war er Hochschulseelsorger an der Freien Universität Bozen.
Vom Provinzkapitel im Sommer 2014 wurde Althochmeister Wieland zum Prior der Deutschordensprovinz Südtirol gewählt. Anlässlich der Zusammenlegung der Deutschordensprovinzen Österreich und Südtirol kündigte Wieland im Mai 2024 seinen Rückzug als Prior an, zu seinem Nachfolger wurde Christian Stuefer gewählt.
Seit 1997 ist Arnold Othmar Wieland Ehrenmitglied der KAV Capitolina Rom im CV.